# Напівконсервативна реплікація

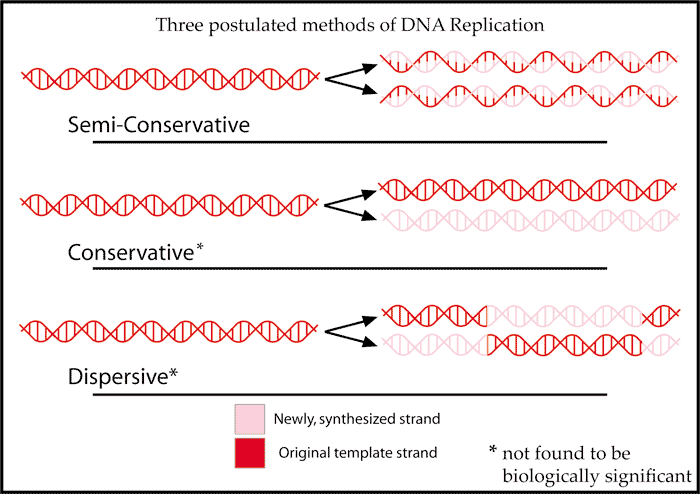
Схема трьох запропонованих методів реплікації ДНК

Напівконсервативна реплікація — один з трьох методів реплікації ДНК, запропонований на початку розвитку молекулярної біології, і метод, за яким ДНК реплікується в усіх відомих клітинах. Запропоновані методи були такі:
- Консервативна реплікація, що залишає обидва ланцюжка ДНК в материнській клітини, і створює копію, що складається з двох нових ланцюжків, які містять всі нові пари основ ДНК.
- Розсіююча реплікація, що створює копію ДНК таким чином, що оригінальна ДНК і копія мають ділянки ДНК, складені з нових та старих нуклеотидів у випадковому порядку.
- Напівконсервативна реплікація, що створює дві копії, кожна з яких містить один з оригінальних ланцюжків і один новий.

Розшифровка структури ДНК Джеймсом Ватсоном і Френсісом Кріком в 1953 році свідчить, що кожний ланцюжок подвійної спіралі ДНК служить шаблоном для синтезу нового ланцюжка. Проте, не спочатку не було ясно, як недавно синтезовані ланцюжки об'єднуються, формуючи нові подвійні спіралі. Напівконсервативна модель здавалася найвирогіднішою, тому що вона найкраще дозволяє кожному дочірньому ланцюжку залишитися зв'язаним із шаблонним ланцюжком. Правильність моделі була підтверджена в експерименті Мезельсона-Сталя, а потім і в інших експериментах, що використовували авторадіографічну візуалізацію старих і нових ланцюжків подвоєних хромосом.

## посилання
1. ↑  Anthony J. F. Griffiths та ін. (1999). 8. The Structure and Replication of DNA. An Introduction to genetic analysis. San Francisco: W.H. Freeman. ISBN 0-7167-3520-2. Архів оригіналу за 28 грудня 2021. Процитовано 16 листопада 2007. {{cite book}}: Явне використання «та ін.» у: |author= (довідка)